# Anosia kotoshoensis
Anosia kotoshoensis är en fjärilsart som beskrevs av Matsumura 1929. Anosia kotoshoensis ingår i släktet Anosia och familjen praktfjärilar. Inga underarter finns listade i Catalogue of Life.